# Shegetz
Shegetz (שייגעץ o in ebraico שֵׁיְגֶּץ; plurale shkotzim שקאצים o shgatzim) è una parola yiddish che nell'inglese è entrato per fare riferimento ad un ragazzo non ebreo. Anche se shegetz, come la sua controparte femminile shiksa, proviene dall'ebraico sheketz ("detestabile", "detestato", "macchia") e potrebbe essere tradotto letteralmente come "monello" o "canaglia", la sua connotazione negativa oscilla tra il grave e il trascurabile a seconda del contesto.
In passato, era pratica comune per gli Ebrei dell'Europa orientale molestati da giovani antisemiti etichettare come shkotzim i propri aguzzini. Nacham Grossbard di Haifa, scrivendo nel suo capitolo nel Memorial Book for the Community of Ciechanów ("Yisker-bukh fun der Tshekhanover yidisher kehile" edito a Tel Aviv nel 1962), racconta i ricordi dei suoi primi anni in Polonia:
Negli ultimi anni, negli Stati Uniti e in altri paesi di lingua inglese con fasce di popolazione bilingue yiddish-inglese la parola è riemersa, ma ha perso molto del suo legame con l'etimologia originale legata a concetti come l'impurità o la disumanità.